# Hors d'atteinte
Pour l’article homonyme, voir Éditions Hors d'atteinte.
Pour plus de détails, voir Fiche technique et Distribution.
Hors d'atteinte ou Loin des regards au Québec (Out of Sight) est un film américain réalisé par Steven Soderbergh et sorti en 1998. Il s'agit d'une adaptation cinématographique du roman Loin des yeux d'Elmore Leonard paru deux ans plus tôt.

## Synopsis
Après avoir refusé un poste d'agent de sécurité proposé par un ancien codétenu, Jack Foley décide de faire ce qu'il sait faire de mieux : braquer une banque. Il attaque la SunTrust Bank, sans aucune préparation. Malheureusement pour lui, alors qu'il avait réussi à soutirer de l'argent sans violence, sa voiture ne démarre pas. Il se retrouve condamné pour la troisième fois à une peine d'emprisonnement. Il est incarcéré au sein de la Glades Correctional Institution (en) à Belle Glade en Floride.
Quelque temps plus tard, il a vent d'un projet d'évasion dans les rangs de prisonniers menés par Chino. Il dénonce cela à un gardien et en profite pour se faire la malle, avec l'aide de l'un de ses complices en liberté, Buddy, et de son ex-femme, Adele. Karen Sisco, une US Marshal et fille de policier, se rend à la prison pour une procédure. Elle tente alors de s'interposer ; les deux hommes l'embarquent avec eux, Jack montant dans le coffre avec elle. Coincés dans ce lieu exigu, Jack et Karen font connaissance avant de, rapidement, tomber amoureux l'un de l'autre. Un jeu du chat et de la souris commence alors entre eux.
Jack tente par ailleurs un coup dont l'origine remonte à l'époque où Buddy et lui étaient incarcérés à Lompoc, deux ans plus tôt, après s'être fait dénoncer par la sœur de Buddy. Dans cette prison, Foley avait fait la connaissance de plusieurs criminels : Glenn Michaels, un petit nerveux qui porte toujours des lunettes de soleil même la nuit ; Richard Ripley, un riche criminel en « col blanc » de Détroit. Foley avait sauvé Ripley qui était sur le point de se faire extorquer par le boxeur Maurice « Snoopy » Miller. En échange, Richard Ripley promet à Foley un « travail » une fois qu'ils seront libérés. L'ancien homme d'affaires se vante également d’avoir une cachette pleine de diamants bruts cachée chez lui.

## Fiche technique
Sauf indication contraire, les informations mentionnées dans cette section peuvent être confirmées par la base de données cinématographiques IMDb,  présente dans la section « Liens externes ».
- Titre français : Hors d'atteinte
- Titre québécois : Loin des regards
- Titre original : Out of Sight
- Réalisation : Steven Soderbergh
- Scénario : Scott Frank, d'après le roman Loin des yeux (Out of Sight) d'Elmore Leonard
- Musique : David Holmes
- Photographie : Elliot Davis
- Montage : Anne V. Coates
- Décors : Maggie Martin
- Costumes : Betsy Heimann et Nick Scarano
- Production : Danny DeVito, Michael Shamberg, Stacey Sher, John Hardy et Barry Sonnenfeld
- Sociétés de production : Universal Pictures et Jersey Films
- Sociétés de distribution : Universal Pictures (États-Unis), United International Pictures (France)
- Budget : 48 millions de dollars américains[1]
- Pays de production :  États-Unis
- Langue originale : anglais
- Format : Couleurs - 1,85:1 - DTS / Dolby Digital / SDDS - 35 mm
- Genre : Comédie dramatique, thriller et romance
- Durée : 123 minutes
- Dates de sortie[2] : 
  - États-Unis : 26 juin 1998
  - Italie : 9 septembre 1998 (Mostra de Venise 1998)
  - France : 10 septembre 1998 (festival du cinéma américain de Deauville 1998)
  - France : 2 décembre 1998

## Distribution
- George Clooney (VF : Robert Guilmard) : Jack Foley
- Jennifer Lopez (VF : Martine Irzenski) : Karen Sisco
- Ving Rhames (VF : Jacques Martial) : Buddy Bragg
- Dennis Farina (VF : Michel Fortin) : Marshall Sisco
- Don Cheadle (VF : Serge Faliu) : Maurice « Snoopy » Miller
- Albert Brooks (VF : Sylvain Lemarié) : Richard Ripley
- Luis Guzmán (VF : Marc Alfos) : Chino
- Catherine Keener (VF : Dominique Vallée) : Adele
- Isaiah Washington (VF : Guillaume Orsat) : Kenneth
- Paul Soileau : Lulu
- Steve Zahn (VF : David Kruger) : Glenn Michaels
- Scott Allen : Pup
- Keith Loneker : Gros Bob le Blanc (White Boy Bob en VO)
- Paul Calderon (VF : Patrice Baudrier) : Raymond Cruz
- Nancy Allen : Midge
- Connie Sawyer : la vieille dame dans l'ascenseur

Acteurs non crédités
- Viola Davis : Moselle
- Michael Keaton (VF : Bernard Lanneau) : Ray Niccolette
- Samuel L. Jackson (VF : Saïd Amadis) : Hejira Henry

## Production

### Genèse et développement
Après le succès du film Get Shorty : Stars et Truands (Barry Sonnenfeld, 1995), l'acteur-producteur Danny DeVito achète les droits d'un autre roman d'Elmore Leonard. Universal Pictures contacte alors Steven Soderbergh, qui a déjà fait deux films pour le studio, pour diriger le film avec George Clooney en premier rôle. D'abord hésitant, le réalisateur se laisse convaincre par le producteur Casey Silver. Le roman est adapté par le scénariste Scott Frank, déjà à l’œuvre sur Get Shorty.

### Attribution des rôles

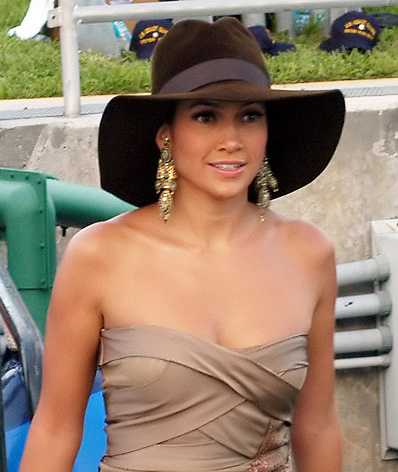
Jennifer Lopez, ici en 2004, incarne Karen Sisco

Sandra Bullock est à l'origine attachée au rôle de Karen Sisco. Mais Steven Soderbergh déclare à ce sujet : « j'ai passé beaucoup de temps avec eux [Clooney et Bullock] - et ils ont en réalité une vraie alchimie. Mais ce n'était pas le bon film. Ils devraient vraiment faire un film ensemble, mais ce n'était pas l’énergie d'Elmore Leonard ». Le rôle féminin principal revient finalement à Jennifer Lopez, alors que Catherine Keener avait été elle aussi envisagée. Cette dernière incarne finalement Adele.

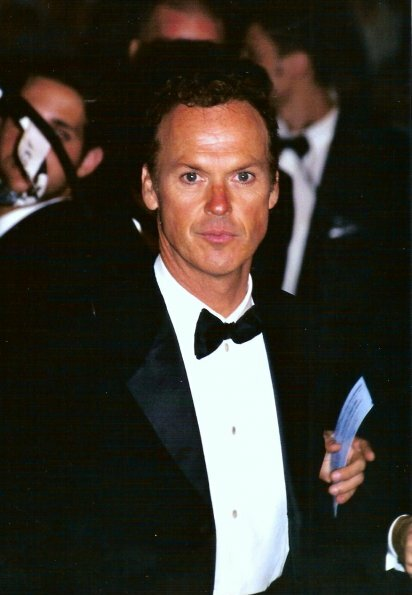
Michael Keaton reprend ici son rôle de Ray Nicolette dans Jackie Brown (1997)

Durant la préproduction du film, une autre adaptation d'Elmore Leonard est mise en chantier par Miramax Films : Jackie Brown de Quentin Tarantino, d'après le roman Punch créole. Michael Keaton y interprète le rôle de Ray Nicolette. Ce personnage apparaît également dans le roman Loin des yeux, qui sert de base à ce film. Universal Pictures décide alors d'engager le même acteur. Ravi du clin d'œil, Quentin Tarantino demande à Miramax de laisser Universal utiliser librement le personnage.
À la fin du film, l'acteur Samuel L. Jackson effectue un petit caméo non crédité dans le rôle d'un prisonnier. Il n'a pas été payé pour cette apparition.

### Tournage
Le tournage s'est déroulé entre octobre 1997 et janvier 1998 à Detroit et Miami, ainsi qu'au Louisiana State Penitentiary (pénitencier d'État de Louisiane surnommé "Angola"), en Louisiane.

## Musique

### Musiques préexistantes
- Flosso Bosso, interprété par Harry Garfield
- Primavera, interprété par Juan García Esquivel
- Things, interprété par Dean Martin
- Let Me Call You Sweetheart, interprété par Al Cooper
- You Got It, interprété par Rough House Survivors
- Canadian Sunset, interprété par Juan García Esquivel
- The Girl from Ipanema, interprété par Walter Wanderley

### Bande originale
Après une longue collaboration avec Cliff Martinez pour ses six précédents films, Steven Soderbergh fait ici appel au compositeur et DJ britannique David Holmes. À l'origine engagé pour seulement quelques compositions, il sera chargé de composer d'autres titres de la bande originale. Il travaille alors pendant 6 semaines parfois 17 heures par jour pour être prêt à temps. Il s’inspire de Lalo Schifrin, Quincy Jones, Dean Martin, Miles Davis, Sun Ra et Willie Bobo,.
En plus des morceaux de David Holmes, l'album contient certaines chansons du film, de Dean Martin, des Isley Brothers, Walter Wanderley, etc.
Liste des titres
1. It's Your Thing - The Isley Brothers
2. I Think You Flooded It - David Holmes
3. Watermelon Man - Mongo Santamaría
4. Jailbreak - David Holmes
5. Ain't That a Kick In the Head - Dean Martin
6. The Trunk Scene - David Holmes
7. Foley Pt. 2 - David Holmes
8. Rip Rip - David Holmes
9. Spanish Grease - Willie Bobo
10. Fight the Power (Part 2) - The Isley Brothers
11. Tub Scene - David Holmes
12. One Note Samba, interprété par Walter Wanderley
13. The Drive to Ripley's - David Holmes
14. Bitch Out - David Holmes
15. No More Time Outs - David Holmes

## Accueil

### Accueil critique
Le film reçoit des critiques globalement positives. Sur l'agrégateur américain Rotten Tomatoes, il récolte 93% d'opinions favorables pour 89 critiques et une note moyenne de 7,95⁄10. Sur Metacritic, il obtient une note moyenne de 85⁄100 pour 30 critiques.
Le célèbre critique américain Roger Ebert donne au film la note de 3,5⁄4 et souligne tout particulièrement la performance de George Clooney : « Clooney n'a jamais été aussi bon ». Janet Maslin du New York Times met quant à elle en avant la prestation de Jennifer Lopez : « Mme Lopez a son meilleur rôle ici depuis bien longtemps, et elle apporte aussi bien de la séduction que du cran ».
Dans le Los Angeles Times, Kenneth Turan écrit notamment « Comme toujours avec le meilleur d'Elmore Leonard, c'est le voyage et non la destination, qui compte ». Il souligne également le bon travail du réalisateur
Dans LA Weekly, Manohla Dargis écrit notamment « Ce n'est pas un film profond, ou encore un film majeur, mais il n'essaie pas de l'être. C'est si divertissant et si rempli de petits plaisirs satisfaisants que vous ne réalisez pas combien c'est bon jusqu'à ce que ça soit fini ».
Dans Libération, on peut notamment lire sous la plume de Philippe Garnier « On a un film avec des performances d'acteurs qui rendent justice, et parfois plus, aux personnages inventés par Leonard : Don Cheadle, en particulier, brille comme jamais en petit mac de prison, puis brutal chef de bande de foireux cambrioleurs. Albert Brooks est formidable en onctueux escroc financier (à la Milken), avec son petit carnet noir et sa moumoute. [...] C'est cette vérité des personnages qui fait aisément passer le peu de crédibilité de cette histoire d'amour entre flic et malfrat, même si le film, comme toujours avec Leonard, flageole un brin vers la fin ».

### Box-office
Côté box-office, Steven Soderbergh renoue enfin avec le succès, même relativement modeste. Après son premier long métrage Sexe, Mensonges et Vidéo (Palme d'or 1989), tous ses films suivants ont été des échecs commerciaux. Hors d'atteinte rapporte plus de 77 millions de dollars dans le monde, pour un budget de 48 millions de dollars.
| Pays ou région    | Box-office      | Date d'arrêt du box-office | Nombre de semaines |
| ----------------- | --------------- | -------------------------- | ------------------ |
| États-Unis Canada | 37 562 568 $    | 23 juillet 1998            | 4                  |
| France            | 548 495 entrées | -                          | -                  |
| Total mondial     | 77 745 568 $    | -                          | -                  |

## Distinctions
Source : Internet Movie Database

### Récompenses
- Boston Society of Film Critics Awards 1998 : meilleur film, meilleur scénario pour Scott Frank
- ALMA Awards 1999 : meilleure actrice pour Jennifer Lopez
- Prix Edgar-Allan-Poe 1999 : meilleur scénario pour Scott Frank
- National Society of Film Critics Awards 1999 : meilleur film, meilleur scénario pour Scott Frank, meilleur réalisateur pour Steven Soderbergh
- Southeastern Film Critics Association Awards 1999 : meilleur scénario adapté pour Scott Frank
- Writers Guild of America Awards 1999 : meilleur scénario adapté pour Scott Frank

### Nominations
- Boston Society of Film Critics Awards 1998 : meilleur acteur pour George Clooney, meilleur réalisateur pour Steven Soderbergh
- Oscars 1999 : meilleur montage pour Anne V. Coates, meilleur scénario adapté pour Scott Frank
- American Cinema Editors 1999 : meilleur montage pour Anne V. Coates

## Postérité
En novembre 2008, le magazine Entertainment Weekly classe le film 1er des films les plus sexy de tous les temps.

## Série télévisée
Dans la série télévisée Karen Sisco, Carla Gugino reprend le personnage du même nom incarné par Jennifer Lopez dans le film. C'est Robert Forster (Max Cherry dans Jackie Brown, autre adaptation d'Elmore Leonard) qui reprend le rôle du père de Karen, Marshall Sisco. Faute de succès, la série ne connaitra qu'une seule saison diffusée en 2003 à la télévision.